# Skvorets i Lyra
Pour plus de détails, voir Fiche technique et Distribution.
Skvorets i Lyra (en russe : Скворец и Лира) est un film d'espionnage soviétique réalisé par Grigori Alexandrov sorti en 1974. C'est la dernière apparition à l'écran de Lioubov Orlova,,,,.

## Synopsis

### Premier épisode: Opération «Strasbourg»
Un couple d'officiers de renseignement illégaux soviétiques, ayant pris le nom de Grekov, fait partie du cercle restreint du général von Leben dans la ville de Strasbourg occupée par les Allemands. Le général s'avère être l'un des participants d'un complot dirigé contre Hitler. Découvert par des officiers de sécurité allemands, ceux-ci lui proposent en souvenir de ses anciens mérites militaires de se suicider.
Les Grekov, utilisant un élément conditionnel: un mot de passe qui leur est tombé entre les mains, entrent en contact avec un groupe de grands industriels allemands intéressés par la fin la plus rapide des hostilités et une coopération mutuellement bénéfique avec l'administration américaine.

### Second épisode: Opération «Conseil des dieux»
Après la guerre, Kurt Egert (c'est-à-dire Fiodor Grekov), alias « Skvorets » (le sansonnet), se trouve quelque temps dans un camp de prisonniers, mais avec l'aide de ses nouveaux amis américains il obtient sa liberté et devient un entrepreneur prospère.
Lioudmila Grekova alias Lyra (la lyre) arrive de Moscou, après avoir fait une opération de chirurgie plastique. Elle se fait passer pour la nièce de la baronne Amalia von Schrovenhausen. Après ses fiançailles et son mariage avec Egert, elle trouve le moyen d'être invitée avec son mari à l'influente organisation secrète internationale du « Conseil des dieux » qui réunit des fabricants et marchands d'armes, des politiciens corrompus et les militaires les plus odieux rêvant de vengeance.

## Fiche technique
- Titre : Skvorets i Lyra
- Titre original : Skvorets i Lyra (Скворец и Лира)
- Réalisation : Grigori Alexandrov
- Scénario : Alexandre Lapchine
Grigori Alexandrov
- Photographie : Nikolaï Olonovski (ru)
- Musique originale : Oscar Feltsman
- Textes des chansons : Robert Rojdestvenski
- Sociétés de production : Mosfilm
- Pays d'origine : URSS
- Format : Noir et blanc - 1.37 : 1 - Mono - 35 mm
- Genre : Film d'espionnage
- Durée : 142 minutes
- Langue : russe
- Sortie : 1974

## Distribution
- Lioubov Orlova : lieutenant Ludmila Grekova, dite Lyra (la lyre)
- Piotr Veliaminov : Fedor Grekov dit Skvorets (le sansonnet)
- Nikolaï Grinko :  Mikhaïl Mikhaïlovitch
- Boris Ivanov : le baron von Liampe
- Boris Kordoun : le colonel Goloubev
- Boris Seidenberg : le général Kingly
- Youri Leonidov : Arthur Opendorf
- Viktor Burkhart : von Golbach
- Varvara Sochalskaïa : la baronne Amalia von Schrovenhausen
- Rina Zelionaïa : Ursula
- Natalia Hitzeroth : Louisa
- Haliks Kolchitsky : le général von Leben
- Rimma Markova : la femme du général von Leben
- Svetlana Svetlitchnaïa : Henriette
- Jānis Grantiņš : le prêtre
- Youri Volkov : Jürgen
- Youri Stromov : le colonel Schandler